# 餓狼伝説3
『餓狼伝説3 遥かなる闘い』（がろうでんせつスリー はるかなるたたかい）は、1995年3月27日に稼働したSNKのMVS用2D対戦型格闘ゲーム。『餓狼伝説』シリーズ第4弾。MVSの容量は266メガ。キャタクターイラストは森気楼が担当した。欧米でのタイトル表記は『Fatal Fury 3 Road to the Final Victory』。

## ゲームの概要
ストーリー上は前々作『餓狼伝説2』の後日談にあたり、シンプルな前作『餓狼伝説スペシャル』（以下『SP』と表記）と比べて当時のSNK格闘ゲームの傾向として見られる「対戦を面白くするための特殊操作」をふんだんに盛り込み、グラフィックやキャラクターのコスチュームも一新して作られた。
また、キャラクターの声に本職の声優を起用するなどして前作から作風も大幅に変わり、この作風は『リアルバウト餓狼伝説2』まで引き継がれることになる。
一般的には対戦スタート時のナレーションが「ROUND○（○は現在のラウンド）FIGHT!」であるものが多く、『餓狼伝説』シリーズでも例外ではなかったが、唯一対戦スタートが「GO!（その下に現在のラウンド）」となっており、次のラウンドへの移行中には「HEY,GET WITH IT!」と表示される。
既存のキャラクターの超必殺技コマンドの同時押しボタンは(BC)や(BD)が(CD)に変更されている。
時代背景は1995年が舞台になっている。

## プロローグ
最強の格闘家のみ手にすることができるという「秦の秘伝書」。紀元前、秦の始皇帝の御代の頃に記されたとされる秘伝書は、3本の巻物に分かれており、すべてを集めなければ本当の効力を発揮しない。時代が違っても腕に自信のある格闘家が、この秘伝書を手に入れようと、争いを繰り返すことは変わらなかった。現在、秘伝書は各地に散らばり最強の格闘家を待っている。その中の1本はサウスタウンにあった。香港を根城に暗躍する男は秘伝書に興味を持ち、サウスタウンへ向かうために香港を後にした。闘いを予測してか、秘伝書を手に入れた時のことを考えてか、男は口元に笑みをうかべていた。数奇な運命を辿る様に、他からも屈強な格闘家たちは、秘伝書のもとに集まってきていた。

## 基本ゲームシステム
8方向レバーと弱・強それぞれのパンチ・キックの4ボタンで構成されている。
シリーズの特徴である2ラインシステムが変化、新たにスウェーラインとして登場。新たに画面手前にラインを設け、レバーを下に素早く2回入れることで相手の攻撃を避わせるクイックスウェーが追加された。相手を違うラインに飛ばすライン飛ばし技もある。ライン飛ばし技で相手にトドメを刺すことでキャラクターが画面の奥に飛ばされて背景にあたったり手前にズームアップしたり特殊な演出が用意されている。今まで以上に高速で移動や攻撃をすることが可能になったが、特定の技で別ラインから攻撃を食らうようになった。クイックスウェーは今までのライン移動と違い、一定時間経過すると自動的にメインのラインに戻ってくる。
投げ技から続けてコマンドを入力することによって連携技につなぐことができる。対応したボタンをタイミング良く押すことで他の通常技や専用の技に連続的に移行するコンビネーションアーツが登場し、上手く利用することで攻めを維持することができるようになった。このシステムも以降の作品に強い影響を与えることになった。挑発ポーズも健在で既存のキャラクターの挑発ポーズは新しくなっている。しかし前作の『SP』と同様に相手のゲージを減らす効果などの戦略性はない。
相手が自分を飛び越えたり自分が相手を飛び越えることで互いの位置が入れ替わると、その瞬間からレバーの操作が左右逆になる。めくりの前に必殺技のコマンドが完成していると、自動的に相手方向を向いてから発動するセルフ・ディレクションが働く。正確には着地の前に入力方向が切り替わるタイミングが存在する。ただし、空中必殺技の内でムササビの舞だけは攻撃方向が変化しない。
なお今作品も体力が3分の1以下になると体力ゲージが赤く点滅、ダメージの大きい超必殺技が使用可能になる。さらに今作品では超必殺技を入力時に1/1024の確率でパワーアップ版である潜在能力に変化する予定だったが、プログラムのミスにより発動しなくなっている。アーケード版でも使える特定の操作をすることで、通常はランダムでしか出ない潜在能力を任意に発動できるようになるスペシャルモードとなる。潜在能力はコマンド入力での発動条件がキャラクターによって違いがある。体力ゲージの点滅時、1ラウンド1回のみの上に発動条件が非常に厳しく、ほとんどのキャラクターで実用性に欠ける。
スペシャルモードは対戦前の演出中にA、B、C、D（CD版はA、C、D）ボタンを同時に押し続け、画面が切り替わって試合開始のGO！の文字が出ると同時にスタートボタンを押すとキャラクター名の文字の色が緑に変わる。
操作説明画面で、左、右、左、右、ニュートラル、右、左、右、左と入力すると最高難易度(レベル8)を上まわるエキスパートモードで対CPU戦のプレイが可能。このモードではスタートデモやイベントやエンディングがなく、崇雷までの全14人との対戦だけが行われる。
さらにダッシュとバックステップの高速移動、相手の通常ジャンプ攻撃が空中で防御できる空中防御、通常ジャンプより低軌道の小ジャンプなどの特殊操作が追加された。ダッシュ中に技を繰り出すことも可能で実用性が高い。バックステップ中は相手の攻撃に対しては無敵状態となるが投げられ判定は残っている。終り際にもガードのできないタイミングがある。ジャンプ中にレバーを後ろ方向に入れることで、空中ガードをすることが可能。しかしガードのできる技は限られており超必殺技を除く相手の「ジャンプ攻撃」と「飛び道具」のみとなっている。レバーを（上、左上、右上）方向に入れ、素早くニュートラルに戻すことで小ジャンプをすることができる。相手に見切られにくい移動技だが、ジャンプ攻撃を1回しか出すことができず、空中ガードもできない欠点がある。

## ゲームの流れ
キャラクター選択後、ボブ、フランコ、ジョー、マリーの4人から最初の対戦相手を選択し、その後は残りの3人と対戦する。4人目の相手に勝利後は、山崎とのイベントバトル。続いて舞、アンディ、ホンフゥ、双角、テリー、ギースと順に戦い、山崎との決着をつける。なお今作品もボーナスステージは存在しない。
この作品にはラウンドごとにランクが設けられており、残りタイム、KOまでに獲得したスコア、残り体力などの要素でランクが決定される。ランクはE - Sまでの6段階が存在し、またそれぞれのランクにポイントが振り分けられており、このポイントがどれ位あるかによって物語終盤の対戦相手などが変化する。特に山崎とのイベントバトル1回戦目は影響が大きく、ここで1本取られたか否かで大きくランクポイントの要求数値が違ってくる。
イベントバトルの山崎で負けた場合は、山崎を倒した時点でランクポイントが一定値に達していなければバッドエンドになる可能性が出てしまう。負けていない場合は、どれだけランクポイントが低くても崇秀が出てくることは確定する。さらに崇秀を倒した時点でポイントが一定値に達していると真の最終ボスの崇雷が登場。彼を倒せば真のグッドエンディングに突入する。
エンディング分岐は細かく分類すると4種類あり、それぞれ
- バッドエンディング（崇秀とも闘えず、ゲームオーバー表示になる）
- ベターエンディング（崇秀と闘った後、崇雷が出ずにそのままエンディングとスタッフロールが流れる）
- バッドエンディング2（崇秀と闘った後、崇雷が登場し、ゲームオーバー表示になる）
- 真のグッドエンディング（崇秀と闘った後、崇雷とも闘い、勝利するとエンディングとスタッフロールが流れる）

となっており、下のエンディングほど要求されるポイントは高くなっていく。

## 登場キャラクター
『SP』の15人のうち、5人が続投。新たに8人のキャラクターが追加された。
テリー・ボガード (Terry Bogard)
声：橋本さとし
シリーズの主人公。世界を回って武者修行に出ていたが、友人のリチャード・マイヤから新店「パオパオカフェ2号店」のオープンの知らせと共に、「カポエイラのルーキーと闘ってほしい」と頼まれ、サウスタウンに帰って来たことをきっかけに今回の騒動に巻き込まれる。エンディングでは、とある少年を育てることを決意する。
しゃがみ強パンチ→強クラックシュート→しゃがみ強パンチ…という簡単かつ超強力な永久コンボが稼動直後から発覚し、これが短期間（同年）で続編『リアルバウト餓狼伝説』が作られた原因の一つとなった。
アンディ・ボガード (Andy Bogard)
声：難波圭一
テリーの弟。河口湖湖畔で舞と共に道場を開いており、リチャードより新店オープン記念パーティの招待状を受け取り、舞と共にサウスタウンに来る。街の現状を知り、舞に内緒で秘伝書騒動に身を投じていく。また、今回は一人称が「私」であり、テリーのことを「兄貴」と呼ぶようにもなっている。
ジョー・ヒガシ (Joe Higashi)
声：檜山修之
「嵐を呼ぶ男」の異名を持つムエタイチャンプ。退屈な日常を送っていた所に、腐れ縁のチン・シンザンから電話でサウスタウンでの秘伝書騒ぎの報を受け、喜んでタイを後にする。エンディングではビリー・カーンの妹であるリリィとデートしている。
CPU戦の対戦前デモにおいて、プレイヤーがテリー、アンディ、舞の3人のいずれかの場合はホア・ジャイが登場する。
企画段階では登場しないという案もあった。初代『餓狼伝説』主人公3人の中では唯一CPU戦で最初に選択可能なキャラクターになっている。
不知火舞 (Mai Shiranui)
声：曽木亜古弥
不知火流忍術の正当後継者。不知火流忍術をマスターし、体術的においてはアンディの協力を得ることになる。アンディ目当てで道場にくる練習生たちに嫉妬していた所に招待状が届き、アンディと海外旅行を楽しめるチャンスと思い、喜んでサウスタウンにやってきた。
コスチュームが一新されて、特に上半身が大きく変わり、露出度が多少カットされている。尾飾りの玉は水晶で出来ており、忍術を使う際に気を増幅させることと体力の消耗を防ぐ目的がある。当初はアリス・クライスラーという女の子を追加する予定で、舞は登場しない予定だったが要望が多かったため決定したとのこと。前作では溜め技だったムササビの舞が今回からコマンド技に変更され、ジャンプ中に高さを調節して出せるようになった。
ギース・ハワード (Geese Howard)
声：コング桑田
サウスタウンを牛耳るハワード・コネクションの総帥。初代でテリー（またはアンディおよびジョー）に倒されたと思われていたが、奇跡の生還を遂げていた。全てを失った彼はサウスタウンに戻り、ギースタワーからのやり直しを決意する。しかし彼のいない間、多くの無法者が多数流れ込んでいた。
本作品のみ、唯一シリーズ内で非ボスキャラクターとして登場。また、次作『リアルバウト餓狼伝説』は彼が勝者になった後の話に設定されている。
CPU戦前において、プレイヤーがテリー、アンディ、ジョーの3人のいずれかの場合はビリー・カーンが登場する。また、テリー、アンディ、ジョーの3人のいずれかでギースを倒した時、専用のデモが流れてギースが散る演出がなされる。

### 新キャラクター
ボブ・ウィルソン (Bob Wilson)
声：森川智之
今度オープンした「パオパオカフェ2号店」の店長を務める青年。リチャードも認めるカポエイラの達人で、性格は非常に陽気。
CPU戦の対戦前と対戦後デモにおいて、プレイヤーがテリー、アンディ、ジョー、舞の4人のいずれかの場合はリチャードが登場する。
ブルー・マリー (Blue-Mary)
声：生駒治美
本名はマリー・ライアン。コマンドサンボを使うフリーランスのエージェント。祖父はギースに古武術を教えた日本人・周防辰巳。武道の家系に生まれたために、幼い頃からあらゆる護身術を身につける。秘伝書と山崎の調査をクライアントに依頼されて、調査するうちにサウスタウンにたどり着いた。
彼女のみカートリッジ版ネオジオ（業務用も同様）とネオジオCD版で潜在能力の条件・コマンドが異なる。
フランコ・バッシュ (Franco Bash)
声：B.J.Love
出身地：アメリカ / 誕生日：1963年9月16日 / 血液型：A型 / 身長：195cm / 体重：110kg
元キックボクシングのスーパーヘビー級世界チャンプ。31歳。後にボクサーとしてカムバックを果たすが、この時点では航空機の整備士の職に就いている。山崎に息子を人質に捕らわれ、悪行に加担してしまう。彼が命じられたのは秘伝書を集めることだが、息子奪還を決意して立ち向かうことになる。フランコにのみ潜在能力がない。
ホンフゥ (Hon Fu)
声：森川智之
香港警察に所属する刑事。漢字表記では「紅虎」。博多弁を話すが、実際は訛りのひどい英語の表現。現在追っている山崎がサウスタウンに居ることを知り合いのチン・シンザンから聞き、二つ返事でサウスタウンに来た。秘伝書を集める男を捕まえるのが目的で、秘伝書自体には関心がない。キム・カッファンとはかつて韓国の同じ道場で修行した経験があり、彼と妻・ミョンサクの仲を取り持った。超必殺技もキムと同じ乱舞タイプ。ヌンチャクを武器に使うが、これはかのブルース・リーに憧れてのもの。ヌンチャク・九州弁は映画『刑事物語』のイメージ。潜在能力発動の条件にタイムが奇数の時にコマンド入力をする必要があり、オプションで試合を時間無制限に設定すると発動しなくなる。
望月双角 (Sokaku Mochizuki)
声：石井康嗣
出身地：日本 / 誕生日：1946年7月3日 / 血液型：A型 / 身長：176cm / 体重：86kg
不知火流忍術と敵対する流派の正伝無道流武術を受け継ぐ男。48歳。常に深編笠を被っている。職業は住職だが「修羅狩り」を生業としており、それ以降、人目を避けるようになった。強者を集める秦の秘伝書を修羅の源と見なし、この世から消し去るために渡米する。「暗黒の理力」なる力を会得しており、雷神を使役する。

### ボスキャラクター
秦兄弟は条件を満たすと隠しボスとして登場する。アーケード版では家庭用のネオジオのメモリーカードにある本作のデータをロード、家庭用では条件を満たせばプレイヤーキャラクターとして使用可能。いずれもストーリー性は存在しないが、コンティニューとゲームオーバー画面は存在する。
山崎竜二 (Ryuji Yamazaki)
声：石井康嗣
乱入キャラクターかつ本作品の表向きの最終ボス。31歳。沖縄県出身。香港を拠点として、武器の横領や麻薬の密売などを行う闇のブローカー。不思議な力を持つ秦の秘伝書と兄弟に興味を持つ。秘伝書には始皇帝の財宝に関する手がかりを求めている。底知れぬ狂気を内に秘めており、普段は左手をポケットに入れておくことで狂気を抑えている。
秦崇秀 (Jin Chonshu)
声：山口勝平
本作品の中ボスで、事件の黒幕の一人。かつて始皇帝に仕えていた秦の一族の血を引く兄弟の弟で、兄と共に先祖の残した秘伝書を集めている。自身の先祖にあたる「秦海龍」という名の過去の怨霊に取り憑かれている。過去の怨霊は彼らの肉体を完全に支配し、現世に蘇るためのキーワードとして秘伝書を探している。
秦崇雷  (Jin Chonrei)
声：山口勝平
本作品の真の最終ボスで、事件の黒幕の一人。崇秀の双子の兄で、同じく過去の怨霊である「秦空龍」が憑依している。

### サブキャラクター
リチャード・マイヤ（Richard Myer）
パオパオカフェ2の店内で試合を見物している。また、プレイヤーがテリー・アンディ・ジョー・舞の4人のいずれかの場合は対ボブ戦の試合前デモと試合開始シーンと試合後デモに登場。
チン・シンザン（Cheng Sinzan）
ポート・タウンでヘリコプターに乗って登場。また、プレイヤーがテリー・アンディ・ジョーの3人のいずれかの場合は対ギース戦の後に山崎の居場所に案内する。
リリィ・カーン(Lilly Kane)
ビリーの妹。ジョーと交際することになるが、ビリーは交際に猛反対している。ジョーのエンディングに登場。
ブレンダ(Brenda)
ホンフゥの恋人。ホンフゥのエンディングに登場。
パット・ダニエル(Pat Daniel)
フランコの同僚（部下）でトレーナーも務める口髭をはやした鷲鼻の小男。宿舎に住み込みで働いており、フランコと行動を共にしている。対フランコ戦の試合前デモと試合開始シーンに登場。本作の事件に関しては知らされていない。

## 登場ステージ
舞台は初代『餓狼伝説』や初代『リアルバウト餓狼伝説』と同じくサウスタウン。奥ラインへ吹き飛ばす技をヒットさせて倒した場合に特殊演出が入るステージもあり、さらに倒した際の位置によって演出内容が変化することもある。また、手前ラインへ飛ばして倒した場合も特殊演出に入る。
サウスタウン・エアポート（South Town Air port）
空港のドッグ内。フランコのステージ。
パオパオカフェ2（Pao Pao Cafe 2nd）
リチャード・マイヤの経営する酒場「パオパオカフェ」の2号店。ステージ左側にいるシェフの左隣に椎拳崇、右隣に草薙京がいる。ボブのステージ。
パイオニア・プラザ（pioneer Plaza）
教会の聖堂。最終ラウンドで対戦相手にアッパー系の技をヒットさせて倒すと、天井まで相手が吹っ飛びシャンデリアとともに落下する演出が入る。マリーのステージ。
ナショナル・パーク（National Park）
自然公園。最終ラウンドで対戦相手に奥ラインへ吹き飛ばす技をヒットさせて倒すと、相手が川へ吹っ飛んで沈む、もしくは背景の木やそこに吊るされたサンドバッグに激突するという演出が入る。また、ラウンド4になると背景にいるワニが赤いリボンをつける。ジョーのステージ。
イースト・サイド・パーク（East Side Park）
水族館。山崎の場合はタカアシガニが展示されているエリア、舞の場合はペンギンなどが展示されたエリアで対戦する。背景の水槽には1/16の確率で水槽の中を泳ぐ山田十平衛が登場。泳いでいく方向は横と縦の2種類ある。最終ラウンドで対戦相手に奥ラインへ吹き飛ばす技をヒットさせて倒すと、相手が水槽かその手前の柱に激突し、水槽に激突した場合はガラスにヒビが入る。山崎（1戦目）と舞のステージ。なお、このステージ以降から対戦相手の順番は固定となる。
ハワード・アリーナ（Howard Arena）
チャイナタウンの一角。最終ラウンドで対戦相手に奥ラインへ吹き飛ばす技をヒットさせて倒すと、相手が川まで吹っ飛んで沈む演出が入る。アンディのステージ。
ポート・タウン（Port Town）
港。高所に釣り上げられた足場の上で戦う。全ステージの中でも演出面が大きく、サウスタウンを一望できる。途中でヘリコプターに乗ったチンが登場する。最終ラウンドで対戦相手に奥ラインへ吹き飛ばす技をヒットさせて倒すと、足場を吊るすワイヤーに激突するか、足場から落下しそうになるも縁を掴んでなんとか耐えるという演出が入る。ステージ両端の場合は足場を掴めずそのまま落下する。ホンフゥのステージ。
ドリーム・アミューズメント・パーク（Dream Amusement Park）
テーマパーク内の西部劇および西部開拓時代をテーマにした区画。元々はギースが経営していた施設でライデンのステージでもあった。しかし、ギースがボガード兄弟に敗れて姿を消している間に経営権が他者に移り、同じくサウスタウンにある別の遊園地（『龍虎の拳2』でキングのステージとなっている遊園地「セントラルパーク」）との競争に敗れた末に一旦閉園し、現在は寂れている。双角のステージ。
サウンド・ビーチ（Sound Beach）
波止場。このステージのBGMはステージ中央にあるラジカセから流れているという設定で試合中にはテリーのペットである子猿のウッキーがコミカルに動き回る。最終ラウンドで対戦相手に奥ラインへ吹き飛ばす技をヒットさせて倒すと相手が海まで吹っ飛んで沈む演出が入る。テリーのステージ。
ギース・タワー（Geese Tower）
ギースの所有する日本庭園。CPU戦でプレイヤーがテリー・アンディ・ジョーの3人のいずれかの場合、第2ラウンドでステージが炎に包まれると同時にBGMが変化する。ギースのステージ。
サウス・ステーション（South Station）
列車の中継基地。最終ラウンドで列車が通過する際に相手を奥ラインへ吹き飛ばす技をヒットさせて倒すと列車に激突する演出が入る。背景を通過するその列車の先頭機関車の車両名は「C62（シロクニ）」で、これは山崎のBGMの曲名にもなっている。また通過する列車には一瞬しか映らないがネオジオのイメージキャラクターのゲーマントが乗車している。山崎のステージで、通常の最終ステージ。
デルタ・パーク（Delta Park）
古代中国の宮廷風の公園。CPU戦ではここまでの対戦成績により、「森」「水」「火」のテーマを持つ3種類のステージに分岐する。真のグッドエンドの条件を満たせなかった場合は「森」または「水」をテーマとした涼しげなステージになるが、真のグッドエンドが確定した場合に登場する「火」をテーマとしたステージは動物の骸骨をモチーフとした異様なオブジェや赤や青の炎に包まれた不気味なステージになる。「水」をテーマとしたステージになった場合は崇秀戦での成績により、崇雷が出現するかしないかが決まる。秦兄弟のステージで、真の最終ステージ。

## 移植作品
- 家庭用ネオジオ 1995年4月21日
条件を満たせば、山崎と秦兄弟が全てのモードで使用可能。また、メモリーカードに本作品のセーブデータをアーケード版にロードすることでも使用可能となる。その他、特殊なコマンドを入力することで、バトルの展開が速くなる「スピードアップモード」が業務用と家庭用に、CPUのレベルが上がる「エキスパートモード」がMVSと家庭用に用意されている[19]。
- ネオジオCD 1995年4月28日
コマンド入力によりミニキャラクターで対戦できる。対戦前に一瞬画面が真っ暗になる。BGMはアレンジ版で、エンディングでは歌（ボーカルはマリー役の生駒治美が担当）が流れる。
- セガサターン 1996年6月28日
ネオジオCD版の移植。本作はRAMカートリッジ発売前の開発で、CDメディア単体のためロードが長くアニメパターンも若干削られている。本作以降の他のネオジオ移植タイトルが拡張RAMカートリッジ（あるいはアドバンスドROM）専用になっている。
- Windows 95 1996年9月19日
- Windows XP 2004年6月18日
- PlayStation 2 2006年7月20日
NEOGEO オンラインコレクションの第5弾『餓狼伝説 バトルアーカイブズ1』の収録タイトルの一つとして移植。PS2版追加要素として、ネオジオ版では条件が必要だったボスキャラクターたちが無条件で使用可能になっている（ただし隠しコマンド〈解説書には記載されている〉の入力が必要）。それ以外ネオジオ版のほぼ完全な移植となっている。また、BGMはオリジナル版の他、ネオジオCD版などで採用されていたアレンジ版も収録されており、オプションで切り替えが可能。
- Wii-バーチャルコンソール版 2010年4月20日配信
ネオジオ版の移植。バーチャルコンソールは基本的にオリジナル版をほぼ忠実に移植するため、内容にネオジオ版との違いはない。
- PlayStation 4、Xbox One、Nintendo Switch、Windows 10、iOS、Android
アケアカNEOGEOの1作品として、2017年8月31日にPlayStation 4・Xbox One、2018年2月15日にNintendo Switch、2018年6月29日にWindows 10、2023年1月12日にiOS・AndroidでMVS版を配信。レイティングはCERO：B（12才以上対象）。
- NEOGEO mini、NEOGEO Arcade Stick Pro版
2018年7月24日にNEOGEO mini、2019年11月11日にNEOGEO Arcade Stick Pro版。本体に搭載された収録ソフトの一つが含まれて発売。レイティングはCERO：C（15才以上対象）。

## TVCM
『餓狼伝説3』の実写版テレビCMはテリー編と、山崎編の2種類、さらにそれぞれ15秒、30秒のバージョンがある。
出演者（プロフィールは『餓狼伝説3』CM出演当時のもの）
テリー・ボガード役 TROY BEESON
年齢：24歳。身長：175.5cm。体重：85.5kg。特技：空手、スポーツ全般。
山崎竜二役 MICHAEL K.HAYASHIDA
年齢：22歳。身長：180cm。体重：78.8kg。特技：テコンドー、キーボード、通訳（日本語と英語）。職業：ウェイトリフティングのトレーナー。

## オリジナル サウンドトラック
- 餓狼伝説3 
  - 1995年4月21日にサイトロン1500シリーズのサウンドトラックとしてポニーキャニオンより発売された。
- 餓狼伝説3 ARRANGE SOUND TRAX 
  - 1995年6月7日にポニーキャニオンより発売された。